# X (álbum de INXS)
X es el séptimo álbum de la banda de rock australiana INXS. Su lanzamiento fue el 25 de septiembre de 1990. El título del disco se refiere al número 10 (X en números Romanos), por cumplirse ese año una década desde el lanzamiento de su primer disco en 1981.
El álbum fue producido por Chris Thomas y grabado en los estudios "Rhinoceros", en Sídney por el ingeniero de grabación David Nicholas, asistido por Brendan Morley y Andy Strange. 
Contiene varios éxitos como "Suicide Blonde", "By My Side", "Bitter Tears" y "Disappear".
X llegó al puesto 3 en el Billboard en los Estados Unidos en 1990. El álbum resultó un éxito en ventas al igual que su predecesor, vendiendo 20 millones de copias a nivel mundial.
En 2002 se editó una versión remasterizada del disco con canciones inéditas.

## Producción
La banda comenzó la grabación del álbum en noviembre de 1989 en los estudios Rhinoceros de Sídney, de nuevo bajo la dirección del productor discográfico Chris Thomas. Siguiendo la fórmula con la que se construyó Kick, Thomas instó a los compositores principales, Andrew Farriss y Hutchence, a avanzar sus puntos fuertes en la escritura de canciones para X. Tras descubrir que el músico de blues Charlie Musselwhite había estado tocando en la ciudad, se pusieron en contacto con él e invitarle a tocar la armónica en el álbum.
Algunas canciones que aparecen en X se escribieron años antes, incluso "Lately" y "Disappear". Andrew originalmente escribió la letra de "Lately" durante las sesiones de grabación de Listen Like Thieves, mientras que Hutchence y Jon Farriss escribieron la letra de "Disappear" cuando vivían en Hong Kong en 1989. Thomas ayudó en la composición del tercer sencillo del álbum "By My Side", junto con Hutchence y Andrew. La demo original de la canción se titula "Dark of Night" y se inclyó en la reedición remasterizada del álbum en 2002 remaster. Andrew escribió la canción para su esposa, Shelly. El sencillo más exitoso del álbum, "Suicide Blonde" estuvo aparentemente inspirado por la entonces novia de Michael, Kylie Minogue.

## Recepción
A pesar de que el álbum y sus sencillos no superaron el éxito de Kick, el álbum tuvo una buena acogida en todo el mundo, particularmente en Europa. En el Reino Unido, el álbum alcanzó el número 2 en la lista UK Albums Chart. consiguiendo la certificación de disco de platino en enero de 1991 por la BPI. En el resto del continente las ventas del álbum fueron muy buenas, logrando el disco de platino en Francia y Suiza y el disco de oro en Alemania, Suecia o Noruega.
En Australia, X entró directamente al número 1 de la lista Australian Albums Chart en octubre de 1990. El álbum fue certificado doble disco de platino. 
En Estados Unidos alcanzó el número 5 de la lista Billboard Top 200 en octubre de 1990, permaneciendo un total de 43 semanas en lista. Menos de dos meses después de su lanzamiento, el álbum fue certificado disco de oro por la RIAA por ventas superiores a las 500 000 copias. En diciembre de 1997 logró la certificación de doble platino al alcanzar las 2 000 000 de copias vendidas.

## Listado de canciones
El álbum está disponible en tres formatos, el estándar en disco de vinilo, en casete de cinta magnética de audio y por último en formato digital de disco compacto.
Edición original en CD
| X   |                       |                                                  |          |  |
| N.º | Título                | Escritor(es)                                     | Duración |  |
| 1.  | «Suicide Blonde»      | Andrew Farriss y Michael Hutchence               | 3:52     |  |
| 2.  | «Disappear»           | Jon Farriss y Michael Hutchence                  | 4:10     |  |
| 3.  | «The Stairs»          | Andrew Farriss y Michael Hutchence               | 4:56     |  |
| 4.  | «Faith in Each Other» | Jon Farriss y Michael Hutchence                  | 4:09     |  |
| 5.  | «By My Side»          | Andrew Farriss, Michael Hutchence y Chris Thomas | 3:06     |  |
| 6.  | «Lately»              | Andrew Farriss y Michael Hutchence               | 3:37     |  |
| 7.  | «Who Pays the Price»  | Andrew Farriss y Michael Hutchence               | 3:37     |  |
| 8.  | «Know the Difference» | Andrew Farriss y Michael Hutchence               | 3:17     |  |
| 9.  | «Bitter Tears»        | Andrew Farriss y Michael Hutchence               | 3:49     |  |
| 10. | «On My Way»           | Andrew Farriss y Michael Hutchence               | 2:55     |  |
| 11. | «Hear That Sound»     | Andrew Farriss y Michael Hutchence               | 4:10     |  |

### Reedición de 2002
La reedición de 2002 contiene cinco temas adicionales.

| temas adicionales |                             |                                    |          |  |
| N.º               | Título                      | Escritor(es)                       | Duración |  |
| 1.                | «Waiting to Be Free»        | Andrew Farriss                     | 3:12     |  |
| 2.                | «Deepest Red»               | Jon Farriss y Michael Hutchence    | 3:24     |  |
| 3.                | «Salvation Jane (Demo)»     | Andrew Farriss                     | 3:22     |  |
| 4.                | «Who Pays the Price (Demo)» | Andrew Farriss y Michael Hutchence | 3:15     |  |
| 5.                | «Dark of Night (Demo)»      | Andrew Farriss                     | 2:29     |  |

## Relación de ediciones
Álbum X
| Formato | Región         | Sello                                                 | Nº de catálogo | Fecha                              |
| LP      | Australia      | WEA                                                   | 903172497-1    | 1990                               |
| LP      | Corea del Sur  | WEA                                                   | 9031-72497-1   | 1990                               |
| LP      | Canadá         | Atlantic Records                                      | 78 21401       | 1990                               |
| LP      | Estados Unidos | Atlantic Records                                      | 7 82140-1      | 1990                               |
| LP      | Europa         | Mercury Records                                       | 846 668-1      | 1990                               |
| LP      | Estados Unidos | Mobile Fidelity Sound Lab                             | MOFI 1-042     | 2013 (reedición 180 gramos)        |
| LP      | Europa         | Atco Records, Petrol Electric y Universal Music Group | 0602537779017  | 2014 (reedición 180 gramos)        |
| MC      | Australia      | WEA                                                   | 903172497-4    | 1990                               |
| MC      | Canadá         | Atlantic Records                                      | 78 21404       | 1990                               |
| MC      | Estados Unidos | Atlantic Records                                      | 7 82140-4      | 1990                               |
| MC      | Europa         | Mercury Records                                       | 846 668-4      | 1990                               |
| CD      | Australia      | WEA                                                   | 903172497-2    | 1990                               |
| CD      | Japón          | WEA                                                   | WMC5-210       | 1990                               |
| CD      | Estados Unidos | Atlantic Records                                      | 7 82140-2      | 1990                               |
| CD      | Canadá         | Atlantic Records                                      | CD 82140       | 1990                               |
| CD      | Europa         | Mercury Records                                       | 846 668-2      | 1990                               |
| CD      | Estados Unidos | Rhino Records                                         | R2 78204       | 2002 (reedición especial 16 temas) |
| CD      | Australia      | Universal Records                                     | 2770641        | 2011 (reedición remasterizada)     |
| CD      | Europa         | Universal Records                                     | 0602527706412  | 2011 (reedición remasterizada)     |

## Sencillos
- "Suicide Blonde" (agosto de 1990)
- "Disappear" (diciembre de 1990)
- "By My Side" (marzo de 1991)
- "Bitter Tears" (julio de 1991)
- "The Stairs" (noviembre de 1991)

## Créditos
Chris Thomas, Producción.
David Nicholas, Ingeniería.
Brendan Morley, Ingeniero asistente de grabación.
Andy Strange, Ingeniero asistente de grabación.
Chris Murphy, Mánager.

## Gira
INXS estuvo casi dos años sin tocar en directo, algo que no había ocurrido desde los inicios de la banda. La extensa y agotadora gira de Kick terminó en noviembre de 1988 y al término de la misma se acordó un año de respiro.
Al poco de la publicación de X se inició la gira X-Factor Tour el 2 de octubre de 1990 en la ciudad australiana de Mackay en una serie inicial de nueve conciertos en su país natal antes de viajar a Europa.
Entre noviembre y diciembre de 1990 recorrieron varios países europeos, entre los que por fin se incluyó España. Los conciertos en Madrid, el 19 de noviembre; y en Barcelona el 20 de noviembre fueron los primeros que hizo INXS en tierras españolas. Tras numerosos conciertos con todo el aforo vendido en Reino Unido, debutaron también en Irlanda.
En enero de 1991 actuaron por primera vez en México, con dos conciertos multitudinarios en Ciudad de México; y pocos días después actuaron en el Rock in Rio en Río de Janeiro siendo cabezas de cartel del segundo día de festival. Nueva visita a Argentina, esta vez en el El Monumental de Buenos Aires; paso previa a una extensa manga por Norteamérica desde febrero hasta abril de 1991.
En Estados Unidos INXS llenó los principales pabellones del país, incluyendo los míticos Miami Arena, The Spectrum, The Palace of Auburn Hills, Memorial Coliseum; y sobre todo el Madison Square Garden.
Entre abril y mayo hicieron quince conciertos en Australia con recintos llenos.
En junio volvieron a Europa para tocar en algunos festivales veraniegos como por el ejemplo el famoso Rock am Ring de la ciudad alemana de Nürburgring; y tocaron por primera vez en países como Austria y Hungría.
En el tramo final y bajo el nombre de Summer XS, INXS tocó por primera en el estadio de Wembley como cabeza de cartel el 13 de julio de 1991. Anteriormente lo hicieron siendo teloneros de Queen, pero esta vez eran ellos el reclamo para que 72.000 personas llenaran el mítico estadio londinense. El concierto fue grabado e inmortalizado en el Live Baby Live que se editó tanto como álbum en directo como en video doméstico en VHS. Gracias a la reedición en DVD de 2003; y sobre todo a la remasterización en 4K de 2019 con la reedición del concierto en CD, vinilo y DVD en alta calidad, ha permitido que este concierto sea el más emblemático de la banda.
La gira terminó poco después en Glasgow. 